# Amietia vertebralis
Amietia vertebralis es una especie de anfibio anuro de la familia Pyxicephalidae.

## Distribución geográfica
Esta especie es endémica del sur de África. Se encuentra entre los 1750 y 3314 m sobre el nivel del mar:
- en las provincias de KwaZulu-Natal, Estado Libre y Cabo Oriental en Sudáfrica;
- en Lesoto.[3]

## Publicaciones originales
- Hewitt, 1927 : Further descriptions of reptiles and batrachians from South Africa. Record of the Albany Museum, Grahamstown, vol. 3, p. 371-415.[4]
- Bush, 1952 : On Rana umbraculata, a new frog from South Africa. Annals of the Natal Museum, vol. 12, n.º 2, p. 153-164